# Chút chít quả nhỏ
Chút chít quả nhỏ hay còn gọi dương đề quả nhỏ, dương đề wallich, thổ đại hoàng (danh pháp khoa học: Rumex microcarpus) là một loài thực vật có hoa trong họ Rau răm. Loài này được Campd. miêu tả khoa học đầu tiên năm 1819.